# Hiroyuki Tomita
Pour les articles homonymes, voir Tomita.
 (juin 2025).
Si vous disposez d'ouvrages ou d'articles de référence ou si vous connaissez des sites web de qualité traitant du thème abordé ici, merci de compléter l'article en donnant les références utiles à sa vérifiabilité et en les liant à la section « Notes et références ».
Hiroyuki Tomita (冨田 洋之, Tomita Hiroyuki) (né dans la préfecture d'Ōsaka le 21 novembre 1980) est un gymnaste japonais. En 2004 il a gagné la médaille d'or du concours par équipe aux Jeux olympiques. Il a également été champion du monde au concours général en 2005.

## Palmarès

### Jeux olympiques
- Athènes 2004
  -  médaille d'or par équipes
  -  médaille d'argent aux barres parallèles

- Pékin 2008
  -  médaille d'argent par équipes

### Championnats du monde
- Anaheim 2003
  -  médaille de bronze par équipes
  -  médaille de bronze au concours général individuel

- Melbourne 2005
  -  médaille d'or au concours général individuel

- Aarhus 2006
  -  médaille d'argent au concours général individuel
  -  médaille d'argent aux barres parallèles
  -  médaille de bronze par équipes

- Stuttgart 2007
  -  médaille d'argent par équipes

### Jeux asiatiques
- Doha 2006
  -  médaille d'argent au concours par équipes
  -  médaille de bronze au concours général individuel
  -  médaille d'or au cheval d'arçons